# Euston (stanice metra v Londýně)
Euston je stanice londýnského metra, otevřená roku 1907. Nachází se na dvou linkách :
- Northern Line (mezi stanicemi Camden Town nebo Warren Street a King's Cross St. Pancras nebo Mornington Crescent)
- Victoria Line (mezi stanicemi Warren Street a King's Cross St. Pancras).

| Rok  | Počet cestujících |
| ---- | ----------------- |
| 2011 | 35,32 mil         |
| 2012 | 37,53 mil         |
| 2013 | 38,03 mil         |
| 2014 | 41,33 mil         |